# Caloveto
Caloveto – miejscowość i gmina we Włoszech, w regionie Kalabria, w prowincji Cosenza.
Według danych na rok 2004 gminę zamieszkiwało 1431 osób, 59,6 os./km².